# بوينغ طراز 6
بوينغ طراز 6 (بالإنجليزية: Boeing Model 6)‏، هي طائرة أنتجت في 1919. من صناعة بوينغ. كان أول طيران لها في 27 ديسمبر 1919. صنعت بعد فترة وجيزة من الحرب العالمية الأولى.

## المواصفات

### الخصائص العامة
- الطاقم: طيار واحد
- السعة: 2 راكب
- الطول: 31 قدم 3 بوصة (9.53 م)
- طول الجناح: 50 قدمًا و 3 بوصات (15.32 مترًا)
- الارتفاع: 13 قدمًا و 4 بوصات (4.06 م)
- مساحة الجناح: 492 قدم مربع (45.7 م2)
- الوزن الفارغ: 2400 رطل (1089 كجم)
- الوزن الإجمالي: 3,850 رطل (1,746 كجم)
- المحرك: 1 × هول سكوت L-6، 200 حصان (149 كيلوواط)

### الأداء
- السرعة القصوى: 90 ميلاً في الساعة (145 كم/ساعة، 78 عقدة)
- سرعة التحليق: 80 ميلاً في الساعة (128 كم/ساعة، 70 عقدة)
- المدى: 400 ميل (640 كم، 350 نمي)
- أقصى ارتفاع: 13300 قدم (4050 م)